# CoRoT-7 b
CoRoT-7 b, precedentemente designato CoRoT-Exo-7 b, è un pianeta extrasolare che orbita intorno alla stella CoRoT-7, anche chiamata TYC 4799-1733-1, nella costellazione dell'Unicorno a una distanza di circa 489 anni luce dalla Terra. Individuato nel 2009 con il metodo del transito tramite il progetto SuperWASP, si tratta di una super Terra ed è il primo pianeta roccioso scoperto attorno a una stella di sequenza principale.

## Scoperta
La scoperta del pianeta è stata annunciata il 3 febbraio 2009 durante il primo simposio dedicato alla missione spaziale francese CoRoT. La scoperta è avvenuta osservando le periodiche deboli eclissi della stella madre CoRoT-7 al passaggio di CoRoT-7b. Dalla profondità delle eclissi osservate si è dedotto un raggio del pianeta pari a 1,7 volte quello della Terra, successivamente ridotto a 1,58 volte quello del nostro pianeta in uno studio del 2010 di Bruntt e colleghi.

## Proprietà
La massa del pianeta è stata stimata con lo spettrografo HARPS (High Accuracy Radial Velocity Planet Searcher)  dopo alcuni mesi di osservazione. Le misurazioni sono imprecise per via della forte attività della stella madre, ma si è potuto accertare che CoRot-7b è probabilmente di natura rocciosa, con densità simile o superiore a quella terrestre e massa compresa tra 4,8 a 8,5 volte quella terrestre. È stato il primo pianeta roccioso scoperto di taglia terrestre di cui si conoscano sia il raggio sia la massa. Simulazioni al computer suggeriscono che la temperatura vari da circa 2000° sul lato del pianeta esposto al sole a circa -200° sul lato in ombra. La velocità orbitale è di circa 750 000 km/h ed il periodo di rivoluzione attorno alla stella è di sole 20,4 ore.
Usando ed adattando il programma MAGMA, i due scienziati Laura Schaefer e Bruce Fegley Jr. hanno cercato di simulare quali condizioni potrebbero esistere sul pianeta e ne è risultata un'atmosfera ricca di sodio, potassio, ossigeno e monossido di silicio. Sempre dalla simulazione del programma è risultato che con l'aumentare dell'altitudine la temperatura dei gas dovrebbe scendere e che essi condenserebbero causando una pioggia di piccoli ciottoli di differenti tipi di rocce.
Si stima che a causa del decadimento della sua orbita tra 25 milioni d'anni verrà assimilato dalla stella madre.